# Herb Kamienia Krajeńskiego
Herb Kamienia Krajeńskiego – jeden z symboli miasta Kamień Krajeński i gminy Kamień Krajeński w postaci herbu.

## Wygląd i symbolika
Herb przedstawia w polu błękitnym białą heraldyczną lilijkę ze złotą skuwką.
Wizerunek herbowy nawiązuje do herbu arcybiskupstwa gnieźnieńskiego, do którego niegdyś należało miasto.

## Historia
Lilia widnieje na pieczęci miejskiej z 1532 roku.